# Зелена кнопка (мультфільм)
«Зелена кнопка» (рос. «Зеленая кнопка») — анімаційний фільм 1965 року Творчого об'єднання художньої мультиплікації студії Київнаукфільм, режисер — Ірина Гурвич. Мультфільм озвучено російською мовою. Мультфільм виконано у техніці мальованої анімації, з поєднанням мальованої мультиплікації і натурного кіно («живий актор» в мальованому мультиплікаційному оточенні). Метраж мультфільму — 299 м.

## Сюжет
На планеті Мюі були лише нейроби: кібер-нейро-роботи, засновники Раціональної Цивілізації Машин. І от одного разу на планету прилетіла людина.

## Над мультфільмом працювали
- Режисер: Ірина Гурвич
- Сценарист: Л. Казаров (за мотивами однойменного оповідання Б. Зубкова і Є. Мусліна)
- Композитор: Борис Буєвський
- Художник-постановник: Микола Чурилов
- Аніматори: Володимир Гончаров, Адольф Педан, Ніна Чурилова, Володимир Дахно, Алла Грачова, Л. Телятніков
- Оператор: Анатолій Гаврилов
- Звукооператор: Ігор Погон

## Оповідання «Зелена кнопка»

Кадр з мультфільму «Зелена кнопка»

Оповідання «Зелена кнопка» Б. Зубкова і Є. Мусліна вперше опубліковано в журналі «Знание-сила» в 1963 році. Також оповідання опубліковане в збірнику «Самозванец Стамп» в 1968 році.

## Критика
|                                                                                   | У «Зеленій кнопці» на належному рівні знаходиться ніби і режисерська культура, і робота художника М. Чурилова (постійний співробітник І. Гурвич, її співавтор в образотворчому вирішенні фільмів). Заслуговують на схвалення і експерименти, проведені митцями в галузі поєднання мальованої мультиплікації з натурним кіно («живий актор» в мальованому мультиплікаційному оточенні). ... «Зелена кнопка» — чи не перша спроба створити в мультиплікаційному кінематографі науково-фантастичний фільм. За основу сценарію взято гумористичне оповідання. Важко зараз уявити, яким був попередній задум сценариста Л. Казарова — сценариста, який досить успішно і плідно працює у науково-популярному кіно. Адже відтоді, як Л. Казаров зацікавився оповіданням і зробив перший варіант сценарію до того часу, як сценарій було запущено у виробництво, минуло вісімнадцять (!!!) варіантів. ... Світ майбутнього, як він змальований у «Зеленій кнопці», — світ бездушний і страшний. Це світ роботів, що повстали проти людини. І хоча за сюжетом людина їх перемагає, натиснувши «зелену кнопку» (уособлення могутності людини-володаря, людини-пана над роботами-рабами; уособлення, між іншим, досить дивне), картина та її події осідають в душі глядача похмурим тягарем. Можливо, що цю ситуацію і варто показати у кіно. Але хіба що в гумористичному, пародійному плані, як це й було в оповіданні. Отже, фальшивий у своїй основі, у вихідній ситуації сценарний матеріал не дав можливості режисеру зробити хорошу картину, прирік режисера на невдачу, хоча робота І. Гурвич в цьому фільмі цілком вправна, професійна і заслуговує на позитивну оцінку. |
| — Крижанівський Б. М., Мальоване кіно України. — Київ: «Мистецтво», 1968. — с.116 | |